# Рідина-носій
Рідина-носій (рос. жидкость-носитель; англ. fracturing fluid; нім. Trägerflüssigkeit f) – 
1. У техніці свердловинного видобування корисних копалин - робоча рідина, яка використовується при гідравлічному розриві пласта і призначена для транспортування розклинювального матеріалу (піску, пропанту) в тріщини розриву пласта. Як Р.-н. використовують гель, загущену полімерами воду, в’язку нафту і т. ін. 
2. При гідравлічному транспортуванні сипких матеріалів - вода, нафта. 